# 愛媛県道17号北条玉川線
愛媛県道17号北条玉川線（えひめけんどう17ごう ほうじょうたまがわせん）は、愛媛県松山市から今治市までほぼ東西に走る県道（主要地方道）である。

## 概要

### 路線データ
- 陸上距離：約19.9 km
- 起点：松山市中西内（国道196号交点）
- 終点：今治市玉川町龍岡下（国道317号交点）

## 歴史
- 1976年（昭和51年）10月1日 - 愛媛県告示第1010号により認定される[1]。
  - 前身は県道三芳北条線であり、玉川町を境に本路線と県道東予玉川線に分割された。
- 1993年（平成5年）5月11日 - 建設省から、県道北条玉川線が北条玉川線として主要地方道に指定される[2]。

## 路線状況

### 重複区間
- 愛媛県道164号玉川菊間線（今治市玉川町葛谷 - 今治市玉川町龍岡下）

## 地理

### 通過する自治体
- 松山市
- 今治市

### 交差する道路
- 国道196号（起点）
- 愛媛県道339号粟井浅海線（松山市中西外）
- 愛媛県道197号才之原菊間線（松山市才之原）
- 愛媛県道164号玉川菊間線（今治市玉川町葛谷）
- 国道317号（終点）

### 沿線にある施設など
公共施設
- 松山市役所北条支所立岩出張所（松山市猿川原）

教育施設
- 聖カタリナ大学（松山市北条）
- 聖カタリナ大学短期大学部（松山市北条）
- 松山市立北条北中学校（松山市北条辻）
- 松山市立立岩小学校（松山市北条辻）
- 松山市立北条小学校（松山市北条辻）
- 松山市立正岡小学校（松山市八反地）
- 聖カタリナ大学短期大学部附属幼稚園（松山市北条）